# Steinsel
Steinsel (lucembursky: Steesel) je obec a město ve středním Lucembursku. Nachází se na sever od Lucemburku.
V roce 2005 žilo ve městě Steinsel, které leží na západě obce, 1 844 obyvatel. Další města v obci jsou Heisdorf a Mullendorf.

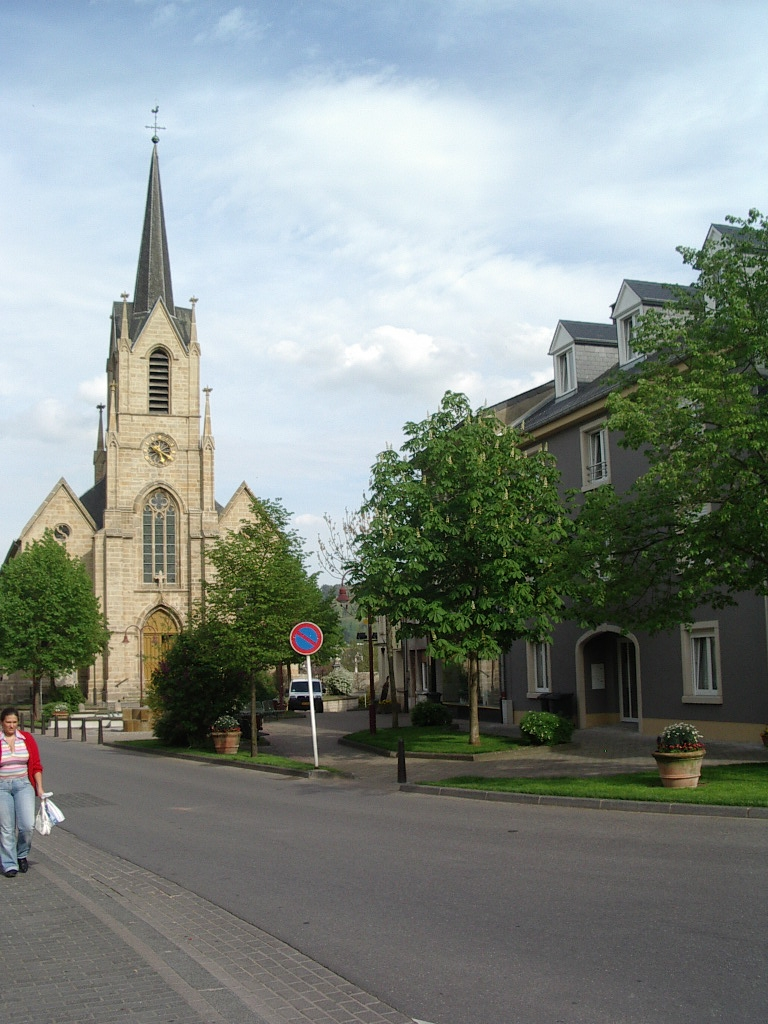
Kostel ve Steinsel